# Güstebieser Loose
Güstebieser Loose ist ein Ortsteil der amtsangehörigen Gemeinde Neulewin im Landkreis Märkisch-Oderland (Brandenburg). Neulewin wird vom Amt Barnim-Oderbruch mit Sitz in Wriezen verwaltet.

## Geographische Lage
Güstebieser Loose sind mehrere Gehöfte im Oderbruch, an der Alten Oder und dem Hauptstrom der Oder. Vor dem Zweiten Weltkrieg gehörte es zum Ort Güstebiese, dem heutigen Gozdowice in Polen.

## Geschichte

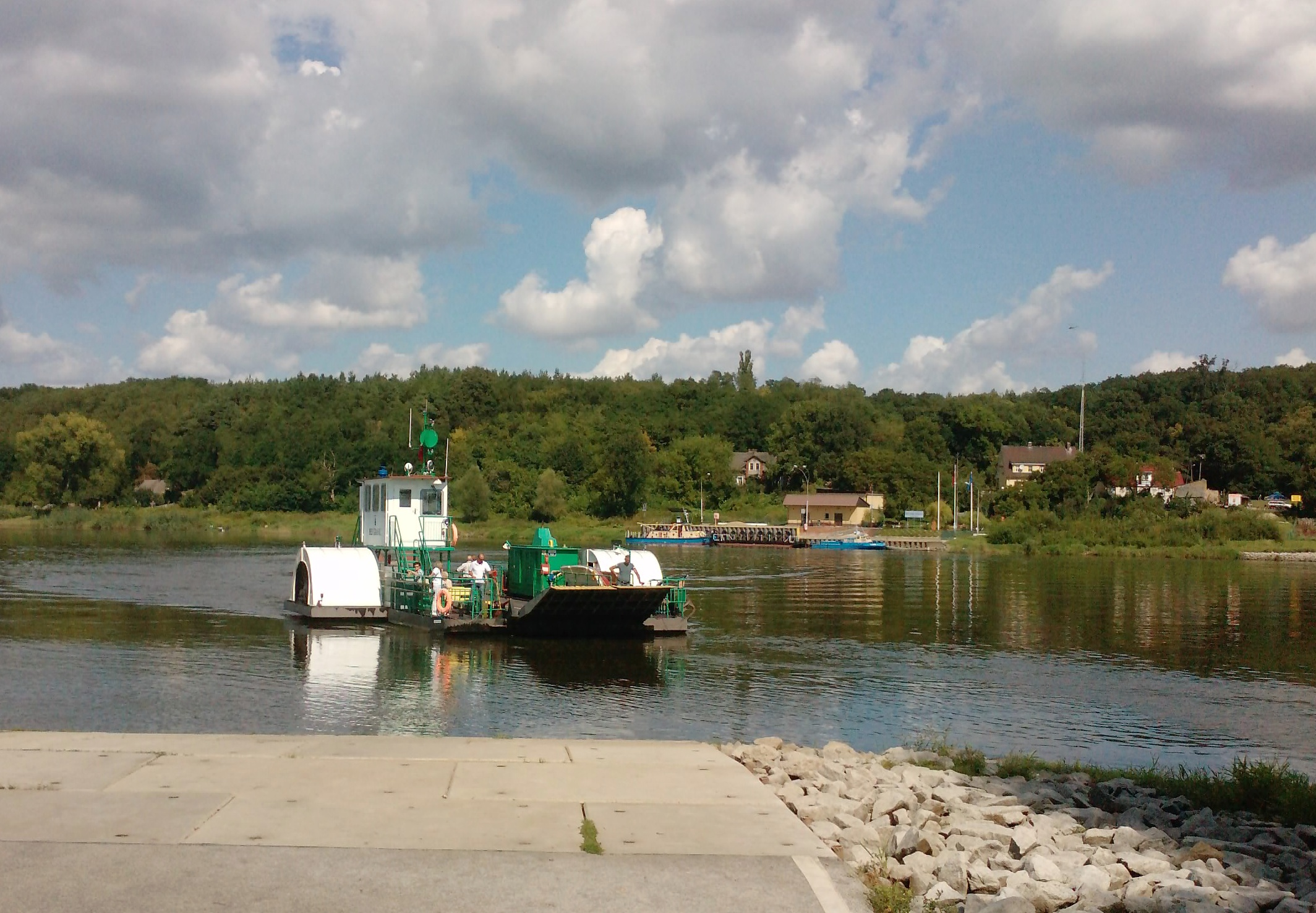
Fähre zwischen Gozdowice (Güstebiese) und Güstebieser Loose.

Güstebiese wurde im Jahre 1337 das erste Mal urkundlich erwähnt. Seit 1466 gehörte es dem Johanniterorden in Grüneberg (Neumark), heute ein Dorf in der Gemeinde Cedynia. Im 19. Jahrhundert wuchs der Ort stark. Ab 1815 nahm eine Fähre den Verkehr zwischen Güstebiese und Güstebieser Loose auf. Im 20. Jahrhundert entwickelte sich der Ort zu einem Luftkurort. An der Oder entstand ein Badestrand.
Im Zweiten Weltkrieg war der Ort Teil der Hauptkampflinie an der Oder. Dabei wurden große Teile des Ortes zerstört. Durch die neue Grenze in der Oder wurde der Ort von Güstebiese getrennt und kam zur Gemeinde Neulewin. Anfang der 1950er-Jahre wurde im Ort eine LPG gegründet.
Der Ort gehörte bis 1945 als Teil der Gemeinde Güstebiese (heute Gozdowice) zum Landkreis Königsberg Nm. Die westlich der Oder liegenden Fluren wurden als Güstebieser Loose abgetrennt und kamen zum Landkreis Oberbarnim, der im Rahmen der Kreisreform in der DDR 1952 zerschlagen wurde; Güstebieser Loose kam zum Kreis Bad Freienwalde. Mit der Bildung der Ämterverwaltung in Brandenburg 1992 kam Güstebieser Loose zusammen mit 20 anderen Gemeinden zum Amt Wriezen Land, das zum 1. Oktober 1994 in Amt Barnim-Oderbruch umbenannt wurde. Im Zuge der Gemeindereform Brandenburg 2003 wurde Güstebieser Loose zum 26. Oktober 2003 in die Gemeinde Neulewin eingegliedert und ist heute ein Ortsteil von Neulewin.

## Sehenswürdigkeiten und Kultur

### Baudenkmale

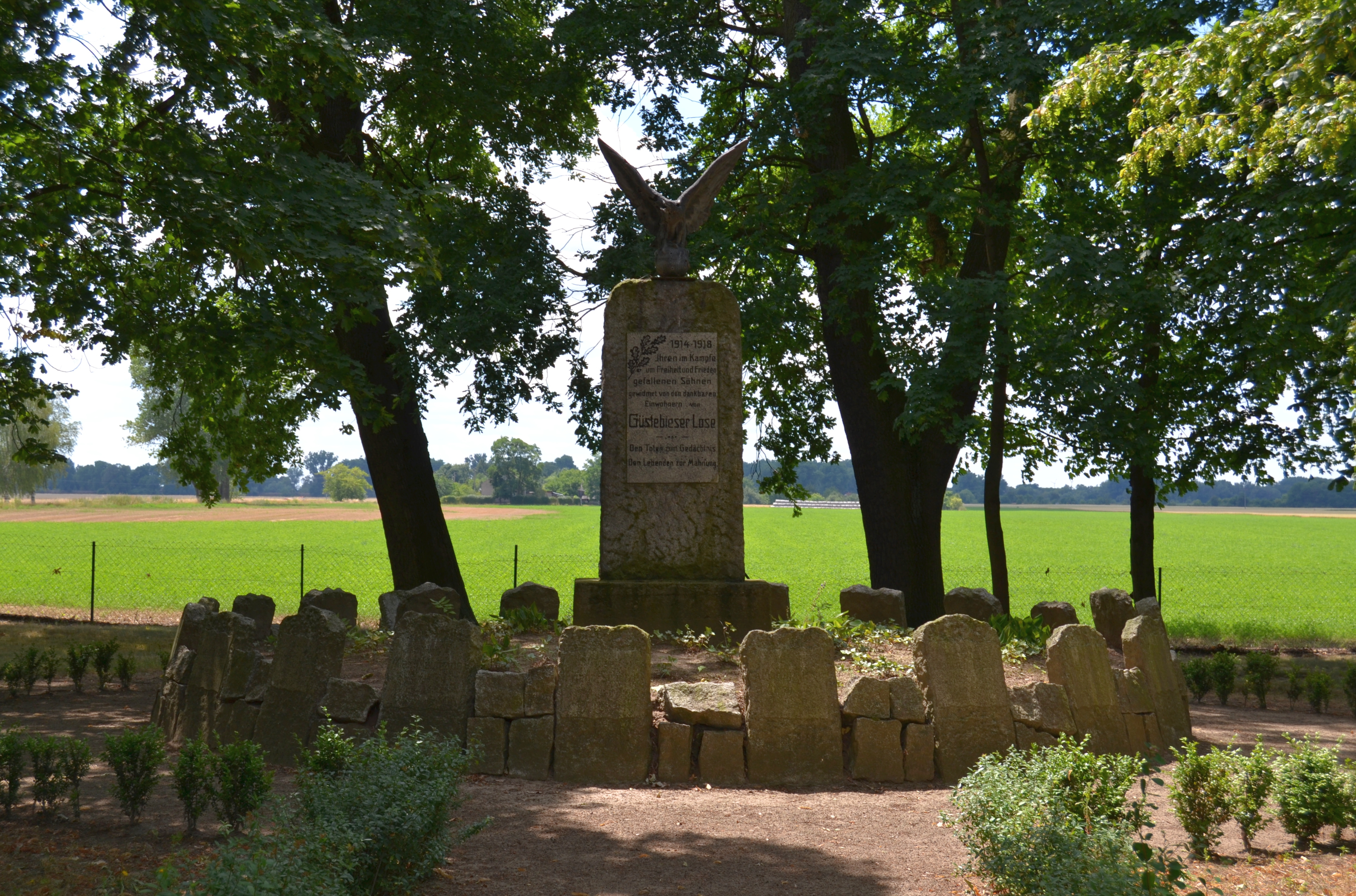
Denkmal für die Gefallenen des Ersten Weltkrieges.

- Denkmal für die Gefallenen des Ersten Weltkrieges auf dem Friedhof. Es ist ein Granitblock mit einer Höhe von zwei Metern, darauf ruht ein Adler auf einer Kugel. Der Adler hat Schussspuren aus dem Zweiten Weltkrieg.
- Hofanlage Güstebieser Loose 47: Die Hofanlage wurde vor dem Jahre 1844 angelegt. Sie besteht heute aus einem Wohnhaus, einer Scheune und zwei Ställen. Das Wohnhaus ist ein traufständiges Fachwerkhaus mit Satteldach.
- Güstebieser Loose 49: Die Hornanlage war mal ein Vierseithof. Das Wohnhaus wurde um 1810/1820 errichtet. Es ist ein traufständiges Fachwerkhaus mit Satteldach.

### Denkmäler
- Stahlblechskulptur Odergott Viadrus: Die 3 Meter hohe rote Stahlblechskulptur des Flussgotts (Personifikation) der Oder steht am Fähranleger der deutsch-polnischen Fähre und wurde 2009 vom Bildhauer Horst Engelhardt entworfen und durch die Schiffswerft Oderberg aus 15 mm dickem dänischem Schiffsstahl hergestellt. In der Darstellung symbolisiert der Wassergott heute ein modernes Europa und den Fluss als Bindeglied der Anrainerstaaten der Oder.[3][4]Stahlblechskulptur des Odergotts Viadrus, Güstebieser Loose, Brandenburg, Bildhauer Horst Engelhardt, 2009

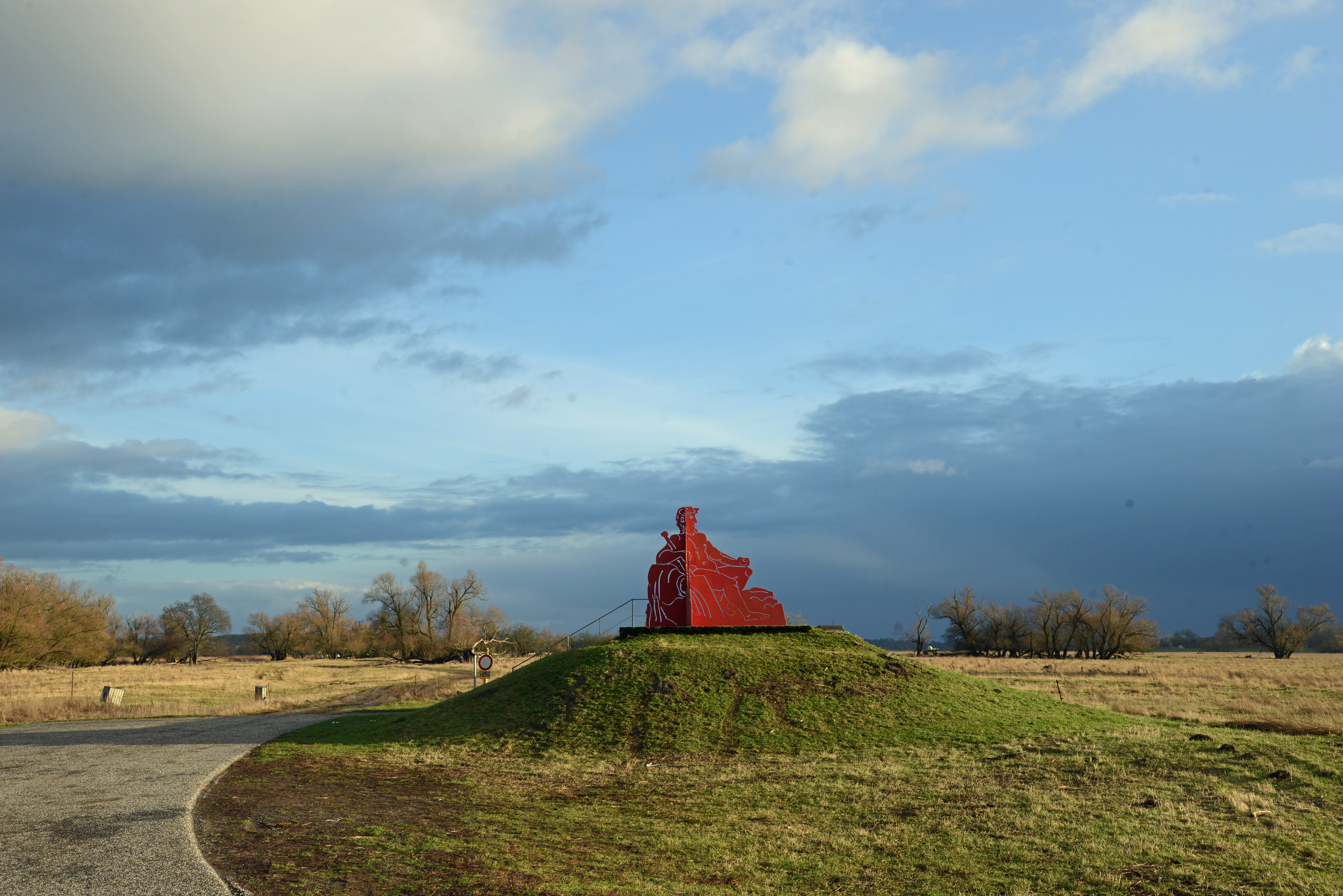
Stahlblechskulptur des Odergotts Viadrus, Güstebieser Loose, Brandenburg, Bildhauer Horst Engelhardt, 2009